# Tränskären
Tränskären med Läggningsskär är öar i Åland (Finland). De ligger i Ålands hav eller Skärgårdshavet och i kommunen Lemland i landskapet Åland, i den sydvästra delen av landet. Öarna ligger omkring 11 kilometer söder om Mariehamn och omkring 280 kilometer väster om Helsingfors.
Arean för den av öarna koordinaterna pekar på är 4,4 hektar och dess största längd är 350 meter i sydöst-nordvästlig riktning. Ön höjer sig omkring 10 meter över havsytan.

## Delöar och uddar
- Tränskären 59°59′41″N 19°55′45″Ö / 59.9947°N 19.92909°Ö
- Läggningsskär 59°59′43″N 19°55′39″Ö / 59.99535°N 19.92749°Ö